# Estoloides longicornis
Estoloides longicornis là một loài bọ cánh cứng trong họ Cerambycidae.